# Autostrada A1 (Francja)
Autostrada A1 (fr. Autoroute A1), także Autostrada Północna (fr. Autoroute du Nord) – autostrada we Francji w ciągu tras europejskich E15, E17, E19, oraz E42.

## Informacje ogólne
A 1 jest jedną z głównych autostrad Francji, łączącą Paryż z Lille. Stanowi część połączenia Paryża z zachodnią Belgią oraz Holandią. Na całej długości autostrady istnieją trzy lub więcej pasy ruchu w każdą stronę. Całkowita długość autostrady wynosi 211 km, długość odcinka płatnego wynosi 130 km. Operatorem odcinka płatnego jest firma Sanef.
Punkty poboru opłat (fr. Gare de péage) znajdują się na każdym z węzłów oraz na obydwu końcach płatnego odcinka: Dourges na północy, Roissy na południu.

## Przebieg trasy
Autostrada rozpoczyna się od połączenia z obwodnicą Paryża (Bulwar Peryferyjny) w pobliżu Porte de la Chapelle, biegnie przez północne przedmieścia miasta, omija Stade de France oraz międzynarodowe lotnisko Roissy Charles de Gaulle. Dalej biegnie przez słabo zaludnione obszary regionu Pikardii, aż do Basenu Górniczego na południe od Lille. Bezpośrednio przed Lille z autostrady wybiegają A 27 do Liège i A 23 do Valenciennes oraz wschodnia obwodnica Lille, przechodząca potem w autostradę A 22 do Belgii. A 1 kończy się w Lille, przechodząc na południowych przedmieściach miasta w autostradę A25 łączącą Lille z Dunkierką.
Cechą charakterystyczną autostrady jest linia kolei TGV, biegnąca wzdłuż autostrady na długim jej odcinku.
Autostrada A 1 jest główną trasą prowadzącą z południa Francji do Lille, którego aglomeracja stanowi jeden z największych węzłów komunikacyjnych w Europie. Na wysokości Lesquin, tuż przed Lille notuje się 150.000 pojazdów dziennie, podczas gdy projektanci przywidywali nasycenie autostrady do 70.000 pojazdów na dobę. Z tego powodu A 1 jest bardzo często zakorkowana i dlatego od jakiegoś czasu podnosi się kwestię jej odciążenia.

### Autostrada A 24
Najbardziej realnym pomysłem zmniejszenia ruchu na A 1 jest budowa autostrady A 24. Początkowo miała to być alternatywna autostrada, biegnąca wzdłuż A 1, w tej chwili zwycięża raczej koncepcja oddalenia jej na zachód, tak aby połączyć Lille i Amiens, i przedłużenia A 24 w kierunku Belgii. A 24 przebiegałaby zachodnim skrajem aglomeracji, tworząc wraz z autostradą A 16 alternatywne połączenie Paryż – Lille.
Budowa autostrady i jej planowany przebieg wzbudziły duże kontrowersje, szczególnie wśród aktywistów ekologicznych w departamencie Nord i na przygranicznych terenach w Belgii. 27 października 2006 administracja departamentu Nord zatwierdził przebieg autostrady na podlegającym mu terytorium. Ma ona omijać aglomerację Lille od zachodu, w pobliżu miasta Armentières i przeciąć na północ od niego granicę belgijską. Zarzucona została koncepcja włączenia A 24 w autostradę A 22 na północ od Lille, jeszcze przed granicą z Belgią. Obecnie (marzec 2007) ostateczna decyzja pozostaje w gestii francuskiego ministerstwa transportu.

## Historia
Autostradę zbudowano w latach 1954–1967 i była to pierwsza tak długa tego typu droga w tym kraju. Autostradę oddawano do użytku odcinkami:
- 23 października 1954: Carvin – Lille (porte de la Madeleine), 18 km
- Kwiecień 1958: Fresnes – Carvin, 18 km
- 30 grudnia 1964: Le Bourget – Senlis, 35 km
- 29 listopada 1965: Senlis – Roye, 59 km
- 17 grudnia 1965: Paryż (Porte de la Chapelle) – Saint-Denis, 2 km
- Sierpień 1966: Saint-Denis – Le Bourget, 5 km
- 16 grudnia 1966: Roye – Bapaume, 45 km
- 21 grudnia 1966: Saint-Denis (Porte de Paris) – Saint-Denis, 1 km
- 29 listopada 1967: Bapaume – Gavrelle, 27 km

Do czasu reformy sieci tras europejskich w latach 80. XX w. arteria była częścią trasy E3.